# Parafia św. Antoniego w Dyniskach
Parafia św. Antoniego w Dyniskach – parafia rzymskokatolicka z siedzibą w Dyniskach, znajdująca się w dekanacie Tarnoszyn, w diecezji zamojsko-lubaczowskiej. 
Parafia erygowana została w 1976, powstała jako wydzielona z parafii w Tarnoszynie.
Liczba wiernych: 860. 
Do parafii należą miejscowości:  Dębina, Dębina SHR, Dyniska Nowe, Dyniska, Hubinek, Myślatyn.